# 기리자 프라사드 코이랄라
기리자 프라사드 코이랄라(네팔어: गिरिजा प्रसाद कोईराला, 1925년 2월 20일~2010년 3월 20일)는 네팔의 정치인이다. 1925년 영국령 인도 비하르에서 태어났다. 그는 2007년부터 사실상의 국가수반의 권력을 행사하였으며, 재임 기간 중인 2008년 5월 28일에 네팔은 공화국이 되었다. 같은 해 7월 23일 퇴임했고, 2010년 지병으로 사망했다.